# Hexagramm

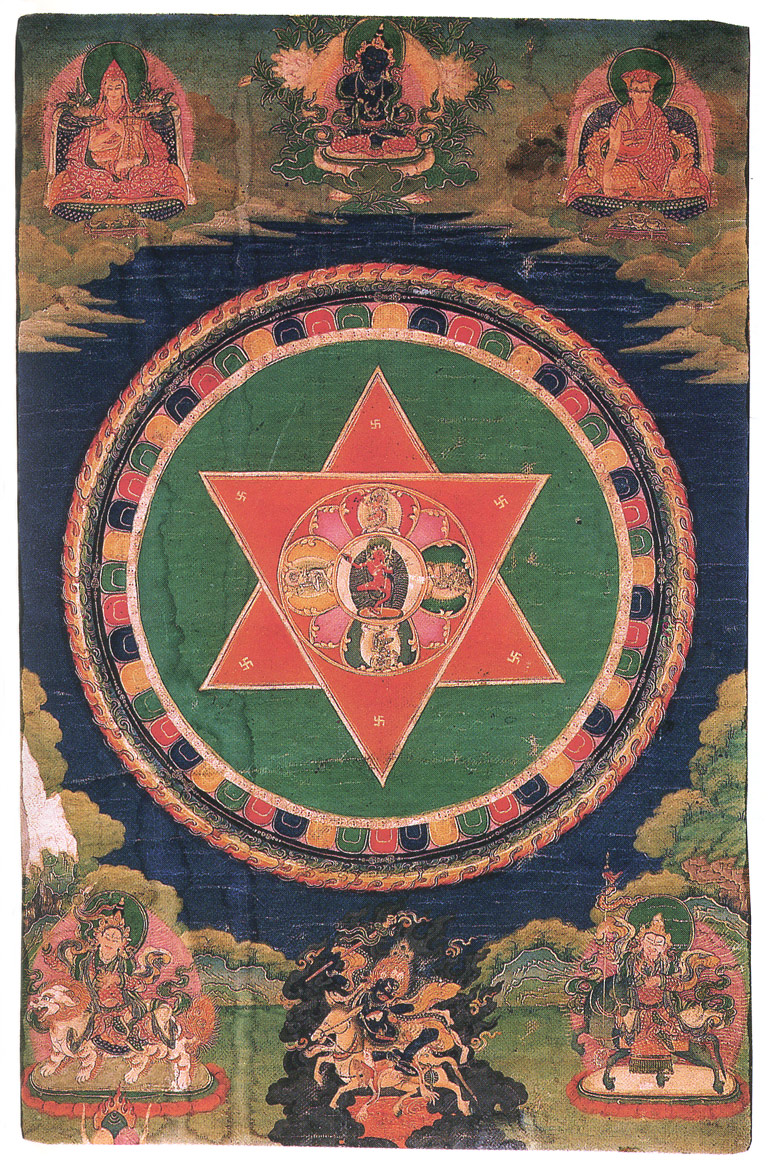
Vajravarahi Mandala (Tibet, 19. Jh.)

Als Hexagramm (griech.: hexágrammos mit sechs Linien) bezeichnet man unter anderem den Sechsstern, einen sechszackigen Stern, der aus zwei ineinander verwobenen gleichseitigen Dreiecken gebildet wird. Verbindet man die Spitzen des Hexagramms mit sechs Linien, erhält man ein Sechseck. Die Konturlinien des einen Dreiecks verlaufen abwechselnd über die des anderen.

## Bedeutungen

Der Davidstern in der Flagge Israels

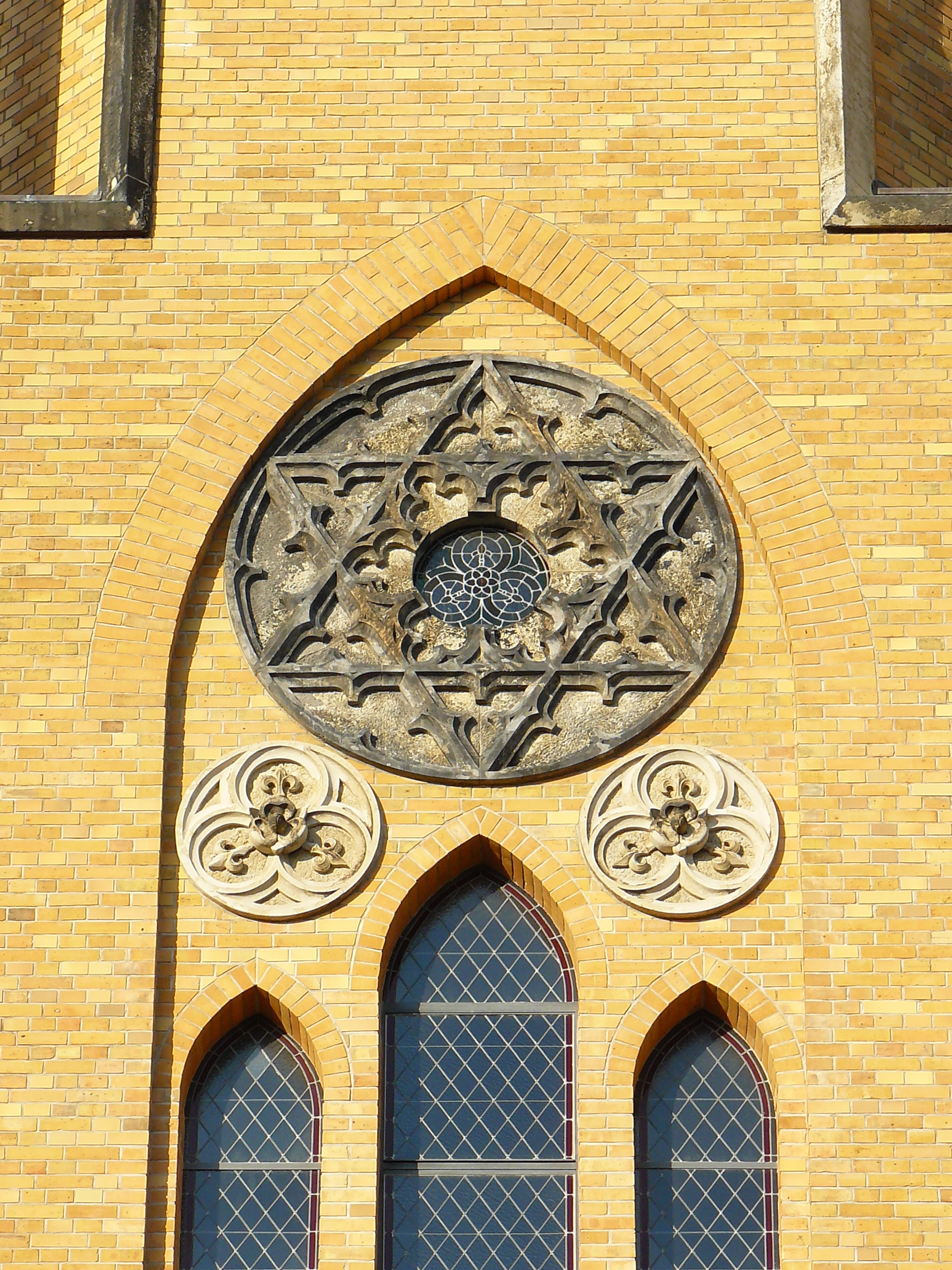
Hexagramm an der Friedenskirche in Leipzig

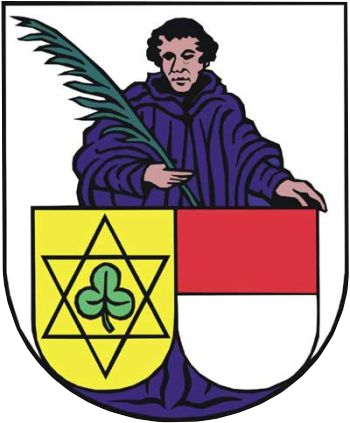
Wappen von Gerbstedt

Wappen von Herten in Baden

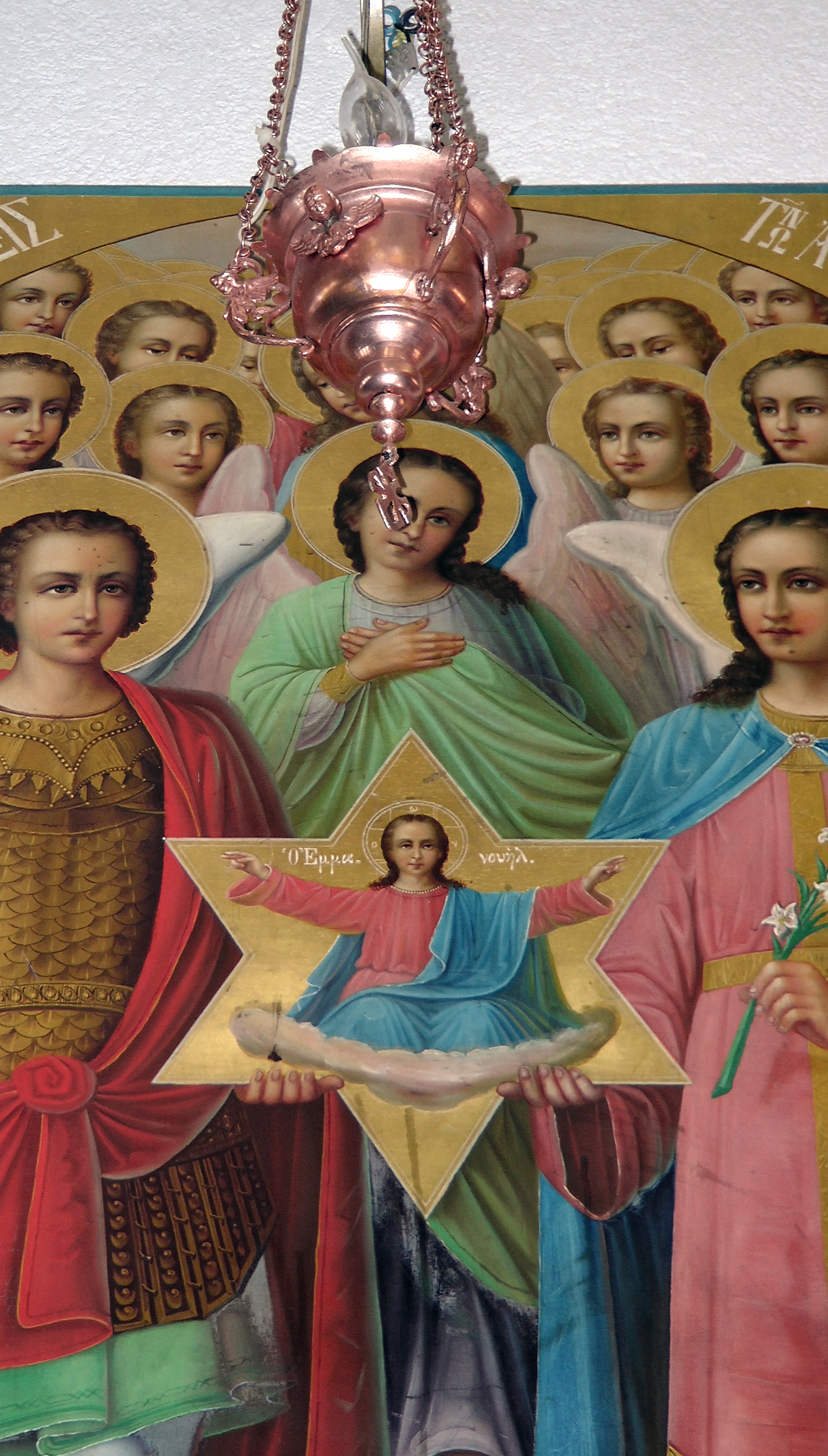
Heiligenbild in der St.-Nikola-Kirche in Kruševo, Nordmazedonien: Jesus in einem Sechsstern

Konstruktion eines Hexagramms,
fünf Kreise mit gleicher Zirkelöffnung, auch mit einem kollabierenden Zirkel darstellbar.

- Gnostisches Symbol, das die Vereinigung Christi und der Sophia, das heißt die Vergöttlichung des Menschen symbolisiert
- Zentrales Symbol in den Tantras, dem tantrischen Hinduismus und Buddhismus. Schriftliche Hinweise hierauf wurden auf 800 v. Chr. bis 700 v. Chr. datiert.
- Schutzsymbol gegen Dämonen und Feuer
- Symbol in der Nationalflagge von Israel als Davidstern und Symbol des Judentums sowie islamisches Symbol als Siegel des Salomo
- Zunftzeichen der Brauer und Mälzer: Der so genannte Brauerstern. Daraus leitet sich auch die Verwendung in Wirtshausschildern ab.
- Zeichen der Alchemie: Die überlappenden Dreiecke symbolisieren die Elemente
- Hoheitszeichen der Polizei in Trinidad und Tobago (seit 1931)